# 플랜츠 vs. 좀비 3
《플랜츠 vs. 좀비 3》(Plants vs. Zombies 3)는 2020년에 출시된 팝캡 게임스의 비디오 게임이다.